# Henry Drysdale Dakin

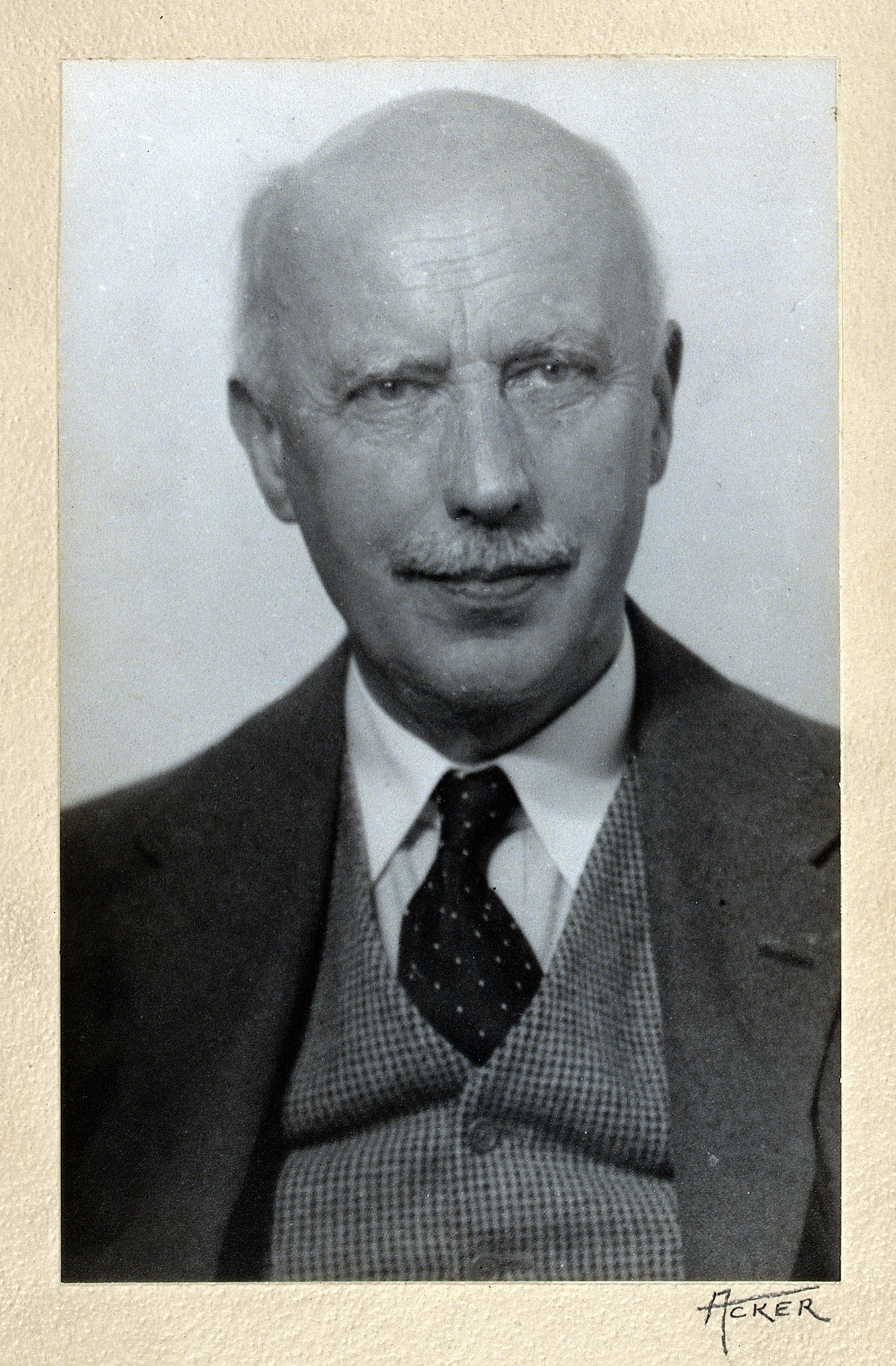
Henry Drysdale Dakin

Henry Drysdale Dakin (ur. 12 marca 1880 w Londynie  – zm. 1952), brytyjski chemik. Twórca płynu Dakina.
Wraz z Alexisem Carrelem opracował metodę leczenia ran, która polegała na powtarzanym przemywaniu ich płynem Dakina.